# رباح مقدس
الرُبّاح المقدَّس أو ببساطة الرُّبَّاح أو الرُّبح (الاسم العلمي: Papio hamadryas)، هو نوع من الحيوانات يتبع جنس الرباح من فصيلة سعادين العالم القديم.
وهو حيوان أصلي في منطقة القرن الإفريقي وأطراف جنوب غرب شبه الجزيرة العربية. هذه المناطق توفر لها بيئة طبيعية تتميز بقلة وجود الحيوانات المفترسة لهذا النوع من الرباح مقارنة بأفريقيا الوسطى والجنوبية حيث تقيم الرباح الأخرى. كان الرباح المقدس حيوانا مقدسًا لدى قدماء المصريين، ويظهر في أدوار مختلفة في الديانة المصرية القديمة، ومن هنا جاء اسم الرباح المقدس.
تعتبر قرود الرباح المقدسة أصغر رباح في العالم وتوجد في إثيوبيا وتوجد في جنوب المملكة العربية السعودية والصومال واليمن ويبلغ وزن الذكور 17 كغ ووزن الإناث 10 كغم لإناث.
يتميز هذا الفصيل بتباين الأحجام بين نوعيه الذكر والأنثى (حيث إن الذكور تكاد تكون ضعف حجم الإناث، الأمر الشائع بين البابونات)، كما تتميز باختلاف الألوان بين البالغين. حيث إن الذكر البالغ لديه غطاء للرأس والظهر ذو لون فضي-أبيض والذي يبدأ في الظهور بدءًا من سن العاشرة، أما الإناث فلا يوجد لديها أي غطاء وذوات لون بني. أما بالنسبة للوجوه فتتراوح الألوان بين درجات البني والأحمر الطوبى.

## مراجع

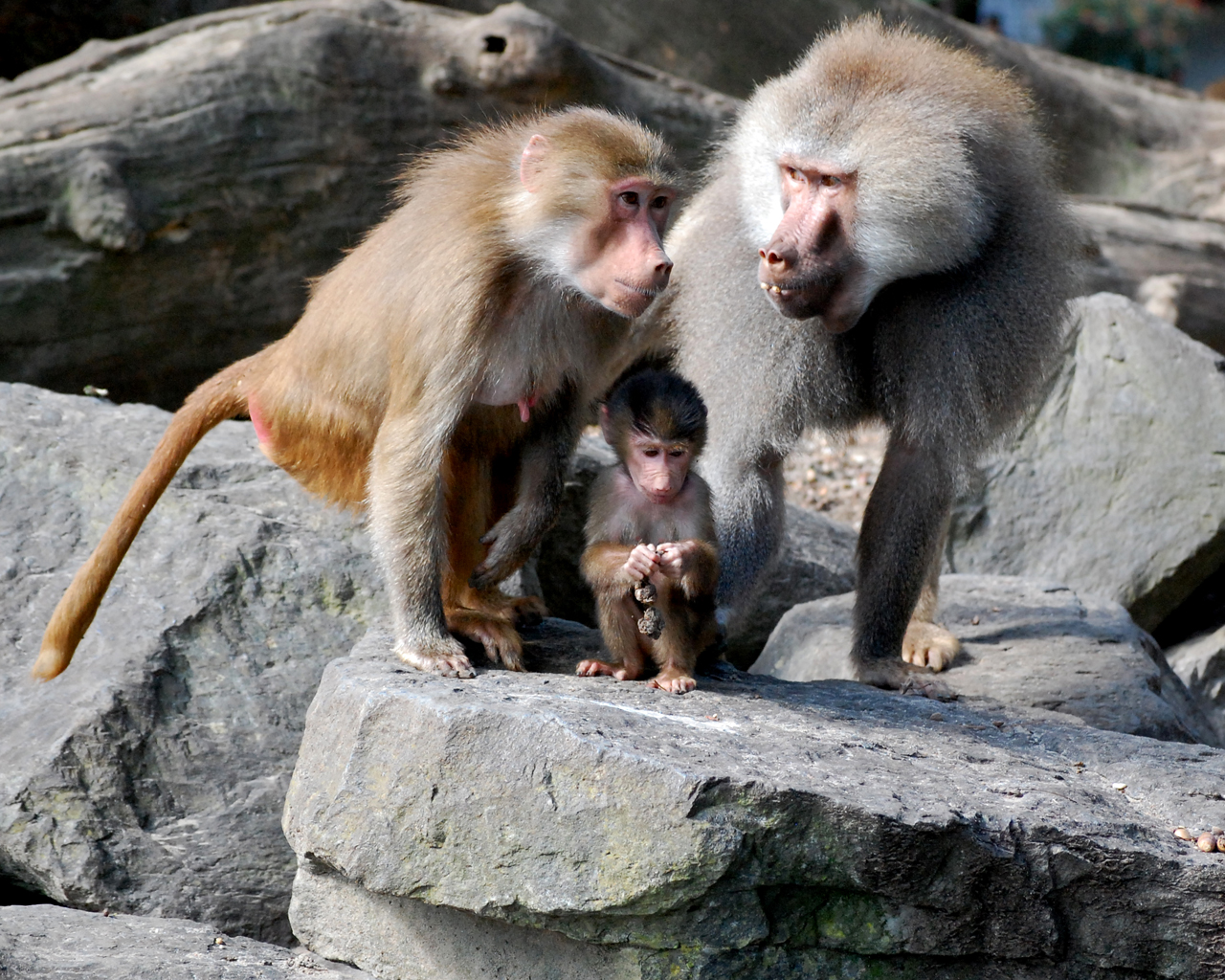
ذكر، انثى ورضيع

## روابط خارجية
- The Filoha Hamadryas Project